# Los desafíos
Los desafíos es una película dramática española dirigida en 1969 por los jóvenes cineastas Claudio Guerín, José Luis Egea y Víctor Erice, autores también del guion junto a Rafael Azcona.

## Argumento
Narra tres historias que son tres formas diferentes de ver y expresar cómo una situación que parece normal acaba desembocando inexorablemente en un estallido de violencia. El primer episodio (el de Claudio Guerin) muestra a una pareja de actor (Paco Rabal) y exactriz (Asunción Balaguer) ante la llegada de su hija (Teresa Rabal) con un posible novio (Dean Selmier); en el segundo, José Luis Egea muestra una historia de infidelidad entre unos jóvenes estadounidenses y una pareja española (Alfredo Mayo y Julia Gutiérrez Caba) que vive en una finca rural con ganadería taurina; el tercer episodio, que dirige Víctor Erice y protagonizan Daisy Granados y Julia Peña, muestra las peripecias de una especie de comuna de amigos junto a un chimpancé en un pueblo que parece abandonado.

## Reparto
- Dean Selmier - D1: Bill / D2: Alan  / D3: Charlie
- Francisco Rabal - Carlos
- Asunción Balaguer - Fernanda
- Teresa Rabal - Cuqui, la nena
- Alfredo Mayo - Germán
- Julia Gutiérrez Caba - Lola
- Barbara Deist - Bonnie
- Fernando Sánchez Pollack - Benito, el capataz
- Daisy Granados - Floridita
- Julia Peña - María
- Luis Suárez - Julián

## Curiosidades
En el primer desafío o episodio los padres (Paco Rabal y Asunción Balaguer) y su hija (Teresa Rabal) son familia en la vida real y los padres también son actores, como sus personajes. También se da la coincidencia de que Asunción Balaguer estuvo apartada de la actuación al casarse por lo que hay ciertas conexiones entre su personaje de actriz retirada y su vida real.
Las canciones de la banda sonora son del grupo pop inglés Dave Da Costa, afincado en España en esos años.
El título que aparece en pantalla al iniciarse la película es "El desafío" y los tres episodios aparecen identificados con un número en color rojo (1, 2, 3) y los créditos de actores, actrices y director.

## Premios
Medallas del Círculo de Escritores Cinematográficos
| Año  | Categoría   | Ganador                                                  | Resultado |
| ---- | ----------- | -------------------------------------------------------- | --------- |
| 1969 | Mejor actor | Alfredo Mayo                                             | Ganador   |
| 1969 | Mejor guion | Rafael Azcona Víctor Erice José Luis Egea Claudio Guerín | Ganador   |

Festival Internacional de Cine de San Sebastián
| Año  | Categoría                            | Ganador                                    | Resultado |
| ---- | ------------------------------------ | ------------------------------------------ | --------- |
| 1969 | Concha de Plata a la mejor dirección | Víctor Erice José Luis Egea Claudio Guerín | Ganador   |